# Харбелін (Опольське воєводство)
Харбелін (пол. Charbielin) — село в Польщі, у гміні Ґлухолази Ниського повіту Опольського воєводства.
Населення — 843 особи (2011).

## Демографія
Демографічна структура станом на 31 березня 2011 року:
|          | Загалом | Допрацездатний вік | Працездатний вік | Постпрацездатний вік |
| -------- | ------- | ------------------ | ---------------- | -------------------- |
| Чоловіки | 406     | 71                 | 299              | 36                   |
| Жінки    | 437     | 83                 | 267              | 87                   |
| Разом    | 843     | 154                | 566              | 123                  |